# 보통의 날 (Coming Home)
《보통의 날 (Coming Home)》은 SM TOWN의 소극장 콘서트 브랜드 〈THE AGIT〉의 일환으로 H.O.T. 출신 강타의 단독 콘서트 테마이다.
본래 3일 공연 예정이었으나 호응이 좋아 서울 2회, 부산 2회의 공연 일정이 추가되었다.

## 일정
| 일정             | 도시 | 국가     | 장소                   | 관객 수      |
| ---------------- | ---- | -------- | ---------------------- | ------------ |
| 2016년 11월 4일  | 서울 | 대한민국 | SMTOWN THEATRE         | 통산 4,000명 |
| 2016년 11월 5일  | 서울 | 대한민국 | SMTOWN THEATRE         | 통산 4,000명 |
| 2016년 11월 6일  | 서울 | 대한민국 | SMTOWN THEATRE         | 통산 4,000명 |
| 2016년 11월 19일 | 서울 | 대한민국 | SMTOWN THEATRE         | 통산 4,000명 |
| 2016년 11월 20일 | 서울 | 대한민국 | SMTOWN THEATRE         | 통산 4,000명 |
| 2016년 12월 10일 | 부산 | 대한민국 | 소향씨어터 신한카드 홀 | 통산 2,200명 |
| 2016년 12월 11일 | 부산 | 대한민국 | 소향씨어터 신한카드 홀 | 통산 2,200명 |

## 세트 리스트
- Concert Start -
- 사랑이 오네요 (Love Is Coming)
- 사랑은 기억보다 (Memories)11월 4일 한정

- Ment -
- 그 해 여름
- Sorry, Sorry[3]

- Ment -
- 다시 돌아보고 또 사랑하고
- 늘... (Waiting...)
- 러시안 룰렛 (Russian Roulette)[4]

- VCR #1 -

※ 별이 빛나는 날 ※
- H.O.T. Medley

1. Candy
2. 행복 (Full Of Happiness)
3. 빛 (Hope)

- Ment -
- 오! 그대를 (Falling In Love)
- 스물 셋 (My Life)

※ Guest Stage ※

- VCR #2 -
- Say Something[5]
- Still With You[6]
- 상록수 (Pine Tree) + 북극성 (Polaris)

- Ment -
- 단골식당 (Diner)

- Encore VCR -
- Propose

- Ment -
- 고마워, 미안해 (Together, Forever)

- Concert Start -
- 사랑이 오네요 (Love Is Coming)

- Ment -
- 그 해 여름
- Sorry, Sorry

- Ment -
- Still With You
- 다시 돌아보고 또 사랑하고

- Mnet -
- 늘... (Waiting...)
- 러시안 룰렛 (Russian Roulette)

- VCR #1 -

※ 별이 빛나는 날 ※
- H.O.T. Medley

1. Candy
2. 행복 (Full Of Happiness)
3. 빛 (Hope)

- Ment -
- 오! 그대를 (Falling In Love)
- 스물 셋 (My Life)

※ Guest Stage ※

- VCR #2 -
- Say Something
- 상록수 (Pine Tree) + 북극성 (Polaris)

- Ment -
- 단골식당 (Diner)

- Encore VCR -
- Propose

- Ment -
- 고마워, 미안해 (Together, Forever)

## 요일별 게스트
| 일정             | 게스트 |
| ---------------- | ------ |
| 2016년 11월 4일  | 김민종 |
| 2016년 11월 5일  | 영준   |
| 2016년 11월 6일  | 이예준 |
| 2016년 11월 19일 | 희철   |
| 2016년 11월 20일 | 영준   |
| 2016년 12월 10일 | 영준   |
| 2016년 12월 11일 | 김정모 |